# Megaselia goniata
Megaselia goniata är en tvåvingeart som beskrevs av Borgmeier 1964. Megaselia goniata ingår i släktet Megaselia och familjen puckelflugor.
Artens utbredningsområde är Illinois. Inga underarter finns listade i Catalogue of Life.